# Niempiro
Niempiro est une localité du département de Tiankoura, dans la province du Bougouriba (région du Sud-Ouest) au Burkina Faso. En 2006, cette localité comptait 101 habitants dont 60% de femmes.